# Indre Berg
Indre Berg est une localité du comté de Troms, en Norvège.

## Géographie
Administrativement, Indre Berg fait partie de la kommune de Tromsø.